# Куницева акула новозеландська
Куницева акула новозеландська (Mustelus lenticulatus) — акула з роду Гладенька акула родини Куницеві акули. Інші назви «гирлова плямиста гладенька акула», «лиманна плямиста куницева акула», «капета».

## Опис
Загальна довжина досягає 1,51 м. Голова помірного розміру. Очі невеликі, овальні, з мигальною перетинкою. За ними розташовані маленькі бризкальця Ніздрі мають трикутні носові клапани. Рот відносно невеликий. Зуби дрібні, з притупленими верхівками. Розташовані у декілька рядків. У неї 5 пар зябрових щілин. Тулуб стрункий. Грудні плавці широкі, серпоподібні. Має 2 відносно великих спинних плавця, з яких передній трохи більше за зданій. Передній спинний плавець розташовано позаду грудних плавців. Задній починається попереду анального плавця і закінчується навпроти його кінця. Черевні плавці широкі. Анальний плавець маленький. Хвіст вузький. Хвостовий плавець гетероцеркальний.
Забарвлення спини сіре. На спині та боках є численні світлі плями. Черево має попелясто-білий колір.

## Спосіб життя
Тримається мілині та глибинах до 860 м (зазвичай до 400 м), на континентальному шельфі та острівних схилах. Часто зустрічається в гирлах річок, особливо під час припливів. Воліє до ділянок з піщаним, гальково-піщаних, мулясто-піщаних ґрунтів. Утворює невеличкі групи за зграю. Здійснює сезонні міграції: влітку до прибережної мілини, восени та взимку — пересувається на глибину. Живиться ракоподібними, молюсками, дрібною костистою рибою.
Статева зрілість настає у віці 5-8 років. Це яйцеживородна акула. Вагітність триває 11 місяців. Самиця народжує до 37 акуленят завдовжки 20-32 см. Розмноження відбувається щорічно, перерва між вагітностями становить 2-3 місяці.
Тривалість життя становить 15 років.
М'ясо доволі їстівне. Є об'єктом промислового вилову. Задля збереження популяції на вилов встановлені квоти.

## Розповсюдження
Мешкає біля узбережжя Нової Зеландії.